# Néoux
Néoux é uma comuna francesa na região administrativa da Nova Aquitânia, no departamento de Creuse. Estende-se por uma área de 23,81 km². Em 2010 a comuna tinha 289 habitantes (densidade: 12,1 hab./km²).